# Gladiolus comptonii
Gladiolus comptonii är en irisväxtart som beskrevs av Gwendoline Joyce Lewis. Gladiolus comptonii ingår i släktet sabelliljor, och familjen irisväxter. Inga underarter finns listade i Catalogue of Life.